# Henry O
Henry O (eigentlich Jiang Xi Ren) (* 27. Juli 1927 in Shanghai) ist ein chinesischer Schauspieler, der mittlerweile in den USA lebt und arbeitet.

## Leben
O wuchs in China auf, wo er englische und amerikanische Missionsschulen besuchte. Nachdem er mehrere Jahrzehnte Erfahrung als Schauspieler und stellvertretender künstlerischer Leiter im Kindertheater gesammelt hatte, wanderte er gemeinsam mit seiner Ehefrau in die Vereinigten Staaten aus, wo seine Enkel lebten. Ab Ende der 1980er Jahre begann O als Darsteller in internationalen Kinoproduktionen in Erscheinung zu treten. Fast ausnahmslos war er auf die Rolle des älteren Asiaten festgelegt, die er in preisgekrönten Dramen wie Bernardo Bertoluccis Oscar-Gewinner Der letzte Kaiser (1987) und Scott Hicks’ Schnee, der auf Zedern fällt (1999), als auch Actionfilmen wie American Shaolin (1991), Romeo Must Die (2000) oder Rush Hour 3 (2007) übernahm. Auch war er mit Gastrollen in bekannten amerikanischen Fernsehserien wie The West Wing, Emergency Room – Die Notaufnahme oder Die Sopranos vertreten. Der Durchbruch als Filmschauspieler ebnete ihm 2007 seine erste Hauptrolle in Wayne Wangs Drama Mr. Shi und der Gesang der Zikaden. Die Titelrolle eines Rentners aus Peking, der seine in den USA lebende Tochter besucht, die jegliche chinesische Lebensweise abgelegt hat, war noch im selben Jahr im Wettbewerb des spanischen Festival Internacional de Cine de Donostia-San Sebastián vertreten. Dort wurde Wangs Film mit der Goldenen Muschel, den Hauptpreis des Filmfestivals ausgezeichnet, während O sich den Darstellerpreis unter anderem gegen den Deutschen Moritz Bleibtreu (Free Rainer – Dein Fernseher lügt) sichern konnte. 2009 gehört der Schauspieler neben John Cusack, Thandie Newton, Woody Harrelson und Amanda Peet zum Schauspielensemble von Roland Emmerichs Katastrophenfilm 2012.

## Filmografie (Auswahl)
- 1991: American Shaolin
- 1997: Red Corner – Labyrinth ohne Ausweg (Red Corner)
- 1999: Brokedown Palace
- 2000: Romeo Must Die
- 2000: Shang-High Noon (Shanghai Noon)
- 2001: The Lost Empire
- 2006: Die Sopranos (The Sopranos, Fernsehserie)
- 2007: Rush Hour 3
- 2007: Mr. Shi und der Gesang der Zikaden (A Thousand Years of Good Prayers)
- 2009: 2012
- 2012: Premium Rush